# Santa Ana Huista
Santa Ana Huista – miasto w zachodniej Gwatemali, w departamencie Huehuetenango, około 100 km na zachód od stolicy departamentu, miasta Huehuetenango, oraz około 15 km od granicy państwowej z meksykańskim stanem Chiapas. Miasto leży w dolinie gór Sierra Madre de Chiapas na wysokości 966 m n.p.m.
Według danych szacunkowych w 2012 roku liczba ludności miasta wyniosła 2279 mieszkańców.
Jest siedzibą władz gminy o tej samej nazwie, która w 2012 roku liczyła 9193 mieszkańców. Gmina jak na warunki Gwatemali jest mała, a jej powierzchnia obejmuje 145 km².